# 近藤史恵
近藤 史恵（こんどう ふみえ、1969年5月20日 -）は、日本の推理作家・小説家。

## 略歴
大阪府出身。大阪芸術大学芸術学部文芸学科を卒業後、1993年『凍える島』で第4回鮎川哲也賞を受賞し、デビューする。2006年より、母校の大阪芸術大学文芸学科客員准教授に就任。2008年、『サクリファイス』で第10回大藪春彦賞受賞。2023年『歌舞伎座の怪紳士』で第9回徳間文庫大賞を受賞。 
大学時代、歌舞伎の研究をしており、『ねむりねずみ』『桜姫』『二人道成寺』など歌舞伎を題材にした作品が多い。塚本邦雄や寺山修司などの現代短歌にも傾倒していたという。
ミステリ作家として知られているが、恋愛小説やスポーツ小説、コーエーの女性向け恋愛シミュレーションゲーム「遙かなる時空の中で」のノベライズなども手がける。

## 作品リスト

### 小説

#### 探偵今泉シリーズ
- ねむりねずみ（1994年7月 東京創元社 / 2000年11月 創元推理文庫）
- ガーデン（1996年2月 東京創元社 / 2002年12月 創元推理文庫）
- 散りしかたみに（1998年3月 角川書店 / 2001年8月 角川文庫）
- 桜姫（2002年1月 角川書店 / 2008年2月 角川文庫）
- 二人道成寺（2004年3月 文藝春秋 / 2007年3月 文春文庫 / 2018年1月 角川文庫）

#### 整体師<合田力>シリーズ
- カナリヤは眠れない（1999年7月 祥伝社文庫 / 2020年9月 祥伝社文庫【新装版】）
- 茨姫はたたかう（2000年6月 祥伝社文庫 / 2020年9月 祥伝社文庫【新装版】）
- シェルター（2003年9月 祥伝社）
  - 【改題】Shelter（2006年9月 祥伝社文庫 / 2020年10月 祥伝社文庫【新装版】）

#### 猿若町捕物帳シリーズ
- 巴之丞鹿の子（2001年10月 幻冬舎文庫 / 2008年12月 光文社文庫）
- ほおずき地獄（2002年10月 幻冬舎文庫 / 2009年6月 光文社文庫）
- にわか大根（2006年3月 光文社 / 2008年3月 光文社文庫）
  - 収録作品：吉原雀 / にわか大根 / 片陰
- 寒椿ゆれる（2008年11月 光文社 / 2011年3月 光文社文庫）
- 土蛍（2013年6月 光文社 / 2016年3月 光文社文庫）

#### 女清掃員探偵 キリコシリーズ
- 天使はモップを持って（2003年3月 実業之日本社ジョイ・ノベルス / 2006年6月 文春文庫 / 2018年12月 実業之日本社文庫）
  - 収録作品：オペレータールームの怪 / ピクルスが見ていた / 心のしまい場所 / ダイエット狂想曲 / ロッカールームのひよこ / 桃色のパンダ / シンデレラ / 史上最悪のヒーロー
- モップの精は深夜に現れる（2005年2月 実業之日本社ジョイ・ノベルス / 2011年5月 文春文庫 / 2019年2月 実業之日本社文庫）
  - 収録作品：悪い芽 / 鍵のない扉 / オーバー・ザ・レインボウ / きみに会いたいと思うこと
- モップの魔女は呪文を知っている（2007年6月 実業之日本社ジョイ・ノベルス / 2011年12月 実業之日本社文庫）
  - 収録作品：水の中の悪意 / 愛しの女王様 / 第二病棟の魔女 / コーヒーを一杯
- モップの精と二匹のアルマジロ（2011年2月 実業之日本社ジョイ・ノベルス / 2013年4月 実業之日本社文庫）
- モップの精は旅に出る（2016年4月 実業之日本社 / 2019年4月 実業之日本社文庫）
  - 収録作品：深夜の歌姫 / 先生のお気に入り / 重なり合う輪 / ラストケース

#### 南方署強行犯係シリーズ
- 狼の寓話（2003年10月 トクマ・ノベルズ / 2007年4月 徳間文庫 / 2024年3月 徳間文庫【新装版】）
- 黄泉路の犬（2005年9月 トクマ・ノベルズ / 2008年11月 徳間文庫 / 2024年4月 徳間文庫【新装版】）

#### 久里子シリーズ
- 賢者はベンチで思索する（2005年5月 文藝春秋 / 2008年6月 文春文庫）
- ふたつめの月（2007年5月 文藝春秋 / 2010年5月 文春文庫）
  - 収録作品：たったひとつの後悔 / パレードがやってくる / ふたつめの月

#### サクリファイスシリーズ
- サクリファイス（2007年8月 新潮社 / 2010年2月 新潮文庫）
- エデン（2010年3月 新潮社 / 2012年12月 新潮文庫）
- サヴァイヴ（2011年6月 新潮社 / 2014年5月 新潮文庫）
  - 収録作品：プロトンの中の孤独 / レミング / スピードの果て / 老ビプネンの腹の中 / ゴールよりももっと遠く
- キアズマ（2013年4月 新潮社 / 2016年2月 新潮文庫）
- スティグマータ（2016年6月 新潮社 / 2019年2月 新潮文庫）

#### 〈ビストロ・パ・マル〉シリーズ
- タルト・タタンの夢（2007年10月 東京創元社 / 2014年4月 創元推理文庫）
  - 収録作品：タルト・タタンの夢 / ロニョン・ド・ヴォーの決意 / ガレット・デ・ロワの秘密 / オッソ・イラティをめぐる不和 / 理不尽な酔っぱらい / ぬけがらのカスレ / 割り切れないチョコレート
- ヴァン・ショーをあなたに（2008年6月 東京創元社 / 2015年2月 創元推理文庫）
  - 収録作品：錆びないスキレット / 憂さばらしのピストゥ / ブーランジュリーのメロンパン / マドモワゼル・ブイヤベースにご用心 / 氷姫 / 天空の泉 / ヴァン・ショーをあなたに
- マカロンはマカロン（2016年12月 東京創元社 / 2020年7月 創元推理文庫）
  - 収録作品：コウノトリが運ぶもの / 青い果実のタルト / 共犯のピエ・ド・コション / 追憶のブーダン・ノワール / マカロンはマカロン / タルタルステーキの罠 / ヴィンテージワインと友情
- 間の悪いスフレ（2023年9月 東京創元社）
  - 収録作品：クスクスのきた道 / 未来のプラトー・ド・フロマージュ / 知らないタジン / 幻想のフリカッセ / 間の悪いスフレ / モンドールの理由 / ベラベッカという名前

#### アネモネ探偵団シリーズ
- アネモネ探偵団 香港式ミルクティーの謎（2010年3月 挿絵・加藤アカツキ メディアファクトリー / 2014年10月 挿絵・のん 角川つばさ文庫）
- アネモネ探偵団2 迷宮ホテルへようこそ（2011年3月 メディアファクトリー）
- アネモネ探偵団3 ねらわれた実生女学院（2012年3月 メディアファクトリー）

#### 元警察犬シャルロット
- シャルロットの憂鬱（2016年10月 光文社 / 2019年6月 光文社文庫）
  - 収録作品：シャルロットの憂鬱 / シャルロットの友達 / シャルロットとボーイフレンド / シャルロットと猫の集会 / シャルロットと猛犬 / シャルロットのお留守番
- シャルロットのアルバイト（2022年2月 光文社 / 2024年8月 光文社文庫）
  - 収録作品：シャルロットと迷子の王子 / シャルロットと謎のお向かいさん / シャルロットと紛失した迷子札 / シャルロットのアルバイト / 天使で悪魔とシャルロット / 家族

#### その他の作品
- 凍える島（1993年9月 東京創元社 / 1999年9月 創元推理文庫） - 第4回鮎川哲也賞受賞作
- スタバトマーテル（1996年7月 中央公論新社 / 2004年6月 中公文庫）
- 演じられた白い夜（1998年10月 実業之日本社 / 2008年8月 実業之日本社Ｊノベル・コレクション / 2012年12月 実業之日本社文庫）
- アンハッピードッグズ（1999年10月 中央公論新社 / 2001年10月 中公文庫 / 2011年2月 ポプラ文庫）
- この島でいちばん高いところ（2000年10月 祥伝社文庫）[3]
- 青葉の頃は終わった（2002年10月 光文社カッパ・ノベルス / 2005年11月 光文社文庫）
- 薔薇を拒む（2010年5月 講談社 / 2014年5月 講談社文庫）
- あなたに贈るX（2010年7月 理論社 / 2011年8月 PHP研究所【新装版】/ 2015年3月 PHP文芸文庫）
  - 収録作品：あなたに贈るX / 夕映えの向こうに（新装版にのみ収録）
- 砂漠の悪魔（2010年9月 講談社 / 2015年12月 講談社文庫）
- 三つの名を持つ犬（2011年5月 徳間書店 / 2013年6月 徳間文庫 / 2020年11月 徳間文庫【新装版】）
- ホテル・ピーベリー（2011年11月 双葉社 / 2014年11月 双葉文庫 / 2022年5月 双葉文庫【新装版】）
- ダークルーム（2012年1月 角川文庫）
  - 収録作品：マリアージュ / コワス / SWEET BOYS / 過去の絵 / 水仙の季節 / 窓の下には / ダークルーム / 北緯六十度の恋
- シフォン・リボン・シフォン（2012年6月 朝日新聞出版 / 2015年8月 朝日文庫） - 連作短編集
- はぶらし（2012年9月 幻冬舎 / 2014年10月 幻冬舎文庫）
- さいごの毛布（2014年3月 KADOKAWA / 2016年10月 角川文庫）
- 胡蝶殺し（2014年6月 小学館 / 2016年7月 小学館文庫）
- 私の命はあなたの命より軽い（2014年11月 講談社 / 2017年6月 講談社文庫）
- 岩窟姫（2015年4月 徳間書店 / 2018年2月 徳間文庫）
- 昨日の海は（2015年7月 PHP研究所）
  - 【改題】昨日の海と彼女の記憶（2018年7月 PHP文芸文庫）
- スーツケースの半分は（2015年10月 祥伝社 / 2018年5月 祥伝社文庫）
- ときどき旅に出るカフェ（2017年4月 双葉社 / 2019年11月 双葉文庫）
  - 収録作品：苺のスープ / ロシア風チーズケーキ / 月はどこに消えた？ / 幾層にもなった心 / おがくずのスイーツ / 鴛鴦茶のように / ホイップクリームの決意 / 食いしん坊のコーヒー / 思い出のバクラヴァ / 最終話
- インフルエンス（2017年11月 文藝春秋 / 2021年1月 文春文庫）
- 震える教室（2018年3月 KADOKAWA / 2020年4月 角川文庫）
  - 収録作品：ピアノ室の怪 / いざなう手 / 捨てないで / 屋上の天使 / 隣のベッドで眠るひと / 水に集う
- わたしの本の空白は（2018年5月 角川春樹事務所 / 2021年7月 ハルキ文庫）
- みかんとひよどり（2019年2月 KADOKAWA / 2021年5月 角川文庫）
- 歌舞伎座の怪紳士（2020年1月 徳間書店 / 2022年3月 徳間文庫）
- 夜の向こうの蛹たち（2020年6月 祥伝社 / 2023年10月 祥伝社文庫）
- たまごの旅人（2021年7月 実業之日本社 / 2024年6月 実業之日本社文庫）
  - 収録作品：たまごの旅人 / ドラゴンの見る夢 / パリ症候群 / 北京の椅子 / 沖縄のキツネ
- おはようおかえり（2021年11月 PHP研究所 / 2024年11月 PHP文芸文庫）
- 幽霊絵師火狂 筆のみが知る（2022年6月 KADOKAWA / 2024年2月 角川文庫）
  - 収録作品：座敷小町 / 犬の絵 / 荒波の帰路 / 彫師の地獄 / 悲しまない男 / 若衆刃傷 / 夜鷹御前 / 筆のみが知る
- それでも旅に出るカフェ（2023年4月 双葉社） - 『ときどき旅に出るカフェ』続編
  - 収録作品：再会のシュークリーム / リャージェンカの困難 / それぞれの湯圓 / 湖のクリームケーキ / 彼女のためのフランセジーニャ / 鳥のミルク / あなたの知らない寿司 / 抵抗のクレイナ / クルフィの温度 / 酸梅湯の世界
- ホテル・カイザリン（2023年7月 光文社）
  - 収録作品：降霊会 / 金色の風 / 迷宮の松露 / 甘い生活 / 未事故物件 / ホテル・カイザリン / 孤独の谷 / 老いた犬のように
- 山の上の家事学校（2024年3月 中央公論新社）
- 風待荘へようこそ（2025年1月 KADOKAWA）

### ノベライズ
ゲームソフト『遙かなる時空の中で』オフィシャル小説
- 遙かなる夢ものがたり―遙かなる時空の中で（2001年12月 コーエーテクモゲームス / 2008年3月 GAMECITY文庫）
- 遙かなる時空の中で2（2002年5月 コーエーテクモゲームス / 2008年7月 GAMECITY文庫）
- 八葉幻夢譚―小説遙かなる時空の中で2（2004年2月 コーエーテクモゲームス / 2008年7月 GAMECITY文庫）
- 遙かなる時空の中で－花がたみ－（2005年3月 コーエーテクモゲームス / 2008年7月 GAMECITY文庫）
- 遙かなる時空の中で〈３〉紅の月（2007年12月 GAMECITY文庫）

### その他
- 作家の読書道3（2010年5月 本の雑誌社）- 瀧井朝世による人気作家18人の読書ライフインタビュー

### アンソロジー
「」内が収録されている近藤史恵の作品
- 創元推理17 ぼくらの愛した二十面相（1997年10月 東京創元社）「ミントな少女たち」
- 白のミステリー（1997年12月 光文社）「過去の絵」
  - 【改題・再編集】恐怖の化粧箱（1999年10月 光文社文庫）
- 不条理な殺人（1998年7月 祥伝社文庫）「かぐわしい殺人」
- 不透明な殺人（1999年2月 祥伝社文庫）「最終章から」
- ミステリー傑作選・特別編〈5〉自選ショート・ミステリー（2001年7月 講談社文庫）「不幸せをどうぞ」
- 名探偵で行こう（2001年9月 光文社カッパ・ノベルス / 2004年6月 光文社文庫）「ダイエット狂想曲」
- 殺意の時間割―ミステリ・アンソロジー〈4〉（2002年7月 角川スニーカー文庫）「水仙の季節」
- 絶海（2002年10月 祥伝社ノン･ノベル）「この島でいちばん高いところ」
- 紫迷宮（2003年2月 祥伝社文庫）「マリアージュ」
- あのころの宝もの ほんのり心が温まる12のショートストーリー（2003年3月 メディアファクトリー）「窓の下には」
  - 【改題】ありがと。 あのころの宝もの十二話（2004年10月 ダ・ヴィンチブックス）
- 邪香草（2003年4月 祥伝社文庫）「コワス」
- ミステリア（2003年12月 祥伝社文庫）「あなたがいちばん欲しいもの」
- 黄昏ホテル（2004年11月 小学館）「夜の誘惑」
- 青に捧げる悪夢（2005年3月 角川書店 / 2013年2月 角川文庫）「水仙の季節」
- 作家の手紙（2007年2月 角川書店 / 2010年11月 角川文庫）「隣の人にピアノの音がうるさいと言われた時のお詫びの手紙」
- ミステリーセレクション7 キッズミステリー（2007年3月 ポプラ社）「シンデレラ」
- 午前零時（2007年6月 新潮社）「箱の部屋」
  - 【改題】午前零時―P.S.昨日の私へ―（2009年12月 新潮文庫）
- Story Seller（2008年4月 新潮社 / 2009年1月 新潮文庫）「プロトンの中の孤独」
- Story Seller2（2009年4月 新潮社 / 2010年1月 新潮文庫）「レミング」
- 時代推理傑作選 御白洲裁き（2009年12月 徳間文庫）「吉原雀」
- Story Seller3（2010年4月 新潮社 / 2011年1月 新潮文庫）「ゴールよりももっと遠く」
- 青春ミステリーアンソロジー 学園祭前夜（2010年10月 MF文庫ダ・ヴィンチ）「降霊会」
- シティマラソンズ（2010年10月 文藝春秋 / 2013年3月 文春文庫）「金色の風 (Paris)」
- 探偵Xからの挑戦状！ season2（2011年2月 小学館文庫）「メゾン・カサブランカ」
- 日本の作家60人 太鼓判！のお取り寄せ（2011年6月 講談社）※エッセイアンソロジー「もなかアイス いちごミルクもなか」
- ザ・ベストミステリーズ 2012 推理小説年鑑（2012年7月 講談社）「ダークルーム」
  - 【分冊・改題】Question 謎解きの最高峰 ミステリー傑作選（2015年11月 講談社文庫）
- とっさの方言（2012年8月 ポプラ文庫）※エッセイアンソロジー「いとはん」
- エール！ 1（2012年10月 実業之日本社文庫）「終わった恋とジェット・ラグ」
- 坂木司リクエスト！ 和菓子のアンソロジー（2013年1月 光文社 / 2014年6月 光文社文庫）「迷宮の松露」
- 近藤史恵リクエスト！ ペットのアンソロジー（2013年1月 光文社 / 2014年7月 光文社文庫）「シャルロットの憂鬱」
- Story Seller annex（2014年1月 新潮文庫）「トゥラーダ」
- 私がデビューしたころ ミステリ作家51人の始まり（2014年6月 東京創元社）※エッセイアンソロジー「失ったものと見つけたもの」
- 書き下ろし時代小説集 宵越し猫語り（2015年11月 白泉社招き猫文庫）「旅猫」
- アンソロジー 捨てる（2015年11月 文藝春秋 / 2018年10月 文春文庫）「幸せのお手本」
- みんなの怪盗ルパン（2016年3月 ポプラ社 / 2018年4月 ポプラ文庫）「青い猫目石」
- 悪意の迷路（2016年11月 光文社 / 2019年5月 光文社文庫）「シャルロットの友達」
- 自薦 THE どんでん返し 2（2017年1月 双葉文庫）「降霊会」
- アンソロジー 隠す（2017年2月 文藝春秋 / 2019年11月 文春文庫）「甘い生活」
- 十歳までに読んだ本（2017年7月 ポプラ社）※エッセイアンソロジー「白い牙」
- 迷―まよう― アンソロジー（2017年7月 新潮社 / 2021年12月 実業之日本社文庫）「未事故物件」
- 怪を編む ショートショート・アンソロジー（2018年4月 光文社文庫）「わたしのスペア」
- 皆川博子の辺境薔薇館（2018年5月 河出書房新社）※皆川博子読本「奪われた者たちの声」
- アンソロジー 嘘と約束（2019年4月 光文社 / 2023年10月 光文社文庫）「ホテル・カイザリン」
- あなたに謎と幸福を ハートフル・ミステリー傑作選（2019年7月 PHP文芸文庫）「割り切れないチョコレート」
- 喧騒の夜想曲（2019年12月 光文社）「シャルロットと猛犬」
  - 【分冊・改題】喧騒の夜想曲 白眉編 Vol.1（2022年5月 光文社文庫）
- 医療ミステリーアンソロジー ドクターM（2020年7月 朝日文庫）「第二病棟の魔女」
- ザ・ベストミステリーズ 2020 推理小説年鑑（2020年10月 講談社）「ホテル・カイザリン」
  - 【改題】2020 ザ・ベストミステリーズ（2023年4月 講談社文庫）
- Day to Day（2021年3月 講談社 / 2021年3月 講談社【愛蔵版】）「5/10」
- 11の秘密 ラスト・メッセージ（2021年12月 ポプラ社）「孤独の谷」
- 絶対名作！ 十代のためのベスト・ショート・ミステリー 異界のミステリー（2022年1月 汐文社）「水に集う」
- おいしい旅 初めて編（2022年7月 角川文庫）「遠くの縁側」
- はらぺこ 〈美味〉時代小説傑作選 （2022年10月 PHP文芸文庫）「猪鍋」
- 奸計の遁走曲（2022年12月 光文社）「孤独の谷」
- 思い出ごはん（2023年3月 PHP文芸文庫）※エッセイアンソロジー「思い出の味」
- Jミステリー2023 SPRING（2023年4月 光文社文庫）「老いた犬のように」
- おいしい旅 しあわせ編（2023年10月 角川文庫）「オーロラが見られなくても」
- アンソロジー 舞台！（2024年3月 創元文芸文庫）「ここにいるぼくら」
- キッチンつれづれ（2024年5月 光文社文庫）「姉のジャム」
- 眠れぬ夜のご褒美（2024年7月 ポプラ文庫）「正しくないラーメン」
- とりもの 〈謎〉時代小説傑作選（2024年11月 PHP文芸文庫）「だんまり」
- 教室の怖い噂 キミが開く恐怖の扉 ホラー傑作コレクション（2024年11月 汐文社）「ピアノ室の怪」
- おいしい推理で謎解きを たべもの×ミステリ アンソロジー（2025年2月 双葉文庫）「割り切れないチョコレート」

## メディア・ミックス

### 漫画
- サクリファイス（2009年7月 - 9月、全3巻、秋田書店ヤングチャンピオンコミックス） - 作画・菊池昭夫
- ビストロ・パ・マルの事件簿（2012年6月 - 9月、全2巻、小学館サンデーGXコミックス） - 作画・原尾有美子

### テレビドラマ
- 天使はモップを持って（2013年5月4日 - 5月25日、全4話、NHK BSプレミアム、主演：北乃きい）
- はぶらし/女友だち（2016年1月5日 - 2月23日、全8話、NHK BSプレミアム、主演：内田有紀）
- 探偵Xからの挑戦状! Season2「メゾン・カサブランカ」（2009年10月22日・29日、NHK）
- インフルエンス（2021年3月20日 - 4月17日、全5話、WOWOW「連続ドラマW」枠、主演：橋本環奈）[4]
- シェフは名探偵（2021年5月31日 - 8月2日、全9話、テレビ東京「ドラマプレミア23」枠、主演：西島秀俊、原作：タルト・タタンの夢 / ヴァン・ショーをあなたに / マカロンはマカロン）[5][6]

### オーディオドラマ
- さいごの毛布（2014年10月27日 - 31日・11月3日 - 7日、全10回、NHK-FM「青春アドベンチャー」、出演：徳永えり）[7]
- 昨日の海は（2016年1月11日 - 15日、18日 - 22日、全10回、NHK-FM「青春アドベンチャー」、出演：横浜流星）[8]

### 朗読・オーディオブック
- タルトタタンの夢　声優 青山桐子朗読にて、株式会社アールアールジェイの運営する朗読サイト、kikubonにて配信中。
- ヴァン・ショーをあなたに